# 510 Mabella
Mabella (asteroide 510) é um asteroide da cintura principal com um diâmetro de 57,44 quilómetros, a 2,1074766 UA. Possui uma excentricidade de 0,1925022 e um período orbital de 1 540 dias (4,22 anos).
Mabella tem uma velocidade orbital média de 18,43665033 km/s e uma inclinação de 9,5204º.
Esse asteroide foi descoberto em 20 de Maio de 1903 por Raymond Dugan.